# Boots Randolph
Homer Louis ”Boots” Randolph III, född 3 juni 1927 i Paducah, Kentucky, död 3 juli 2007 i Nashville, Tennessee, var en amerikansk tenorsaxofonist.

## Uppväxt och bakgrund
Randolph föddes i Paducah i Kentucky den 3 juni 1927 men växte upp i småstaden Cadiz i Kentucky. Familjen hade musikaliska talanger med eget familjeband där Boots gjorde sina första scenframträdanden. Han lärde sig spela flera olika instrument men gick in för saxofon när han var 16 år. Det var brodern Bob som gav den unge Homer smeknamnet Boots, detta eftersom pappan hade samma namn och viss förbryllning uppstod på grund av detta.

## Musikstil och spelteknik
Boots Randolphs musik är i många fall inspirerad av den amerikanska söderns musik men också av 40-talets storbandsmusik. Jazzintresset var stort, även om hans själv inte betraktas som en utpräglad jazzmusiker. Han är däremot en utpräglad teknisk musiker, med en teknik som han både utnyttjade och utvecklade under många studiomusikerår i Nashville. Han musikval är oftast hämtat från populära melodier från 1940- och 1950-talet. Med sin verksamhet baserad i Nashville fanns naturligtvis inspiration också från countrymusiken.

## Musikkarriären

### Militärmusik
I samband med sin militärtjänst, i andra världskrigets slutskede, fick Boots förmånen att spela i US Army Band. Boots skämtar ibland om att när han muckade 1946 fanns det bara två saker han kunde använda, gevär och saxofon, och eftersom ingen hade nytta av en vapenman fick det bli saxofonen. Under slutet av 40-talet och fram till 1958 spelade han i olika lokala band i Evansville, Kentucky. Det var den etablerade countryartisten Jethro Burns, svåger till Chet Atkins, som tipsade Boots om att söka sig till Nashville och det var också Burns som introducerade honom för Chet Atkins, som då var studiochef på RCA i Nashville, och som senare skrev kontrakt med Boots.

### Studiosessionerna
Boots började, efter sin första egna inspelning 1958, pendla till Nashville för studiouppdrag och blev en allt viktigare del i det som kom att kallas för The Nashville Sound. Boots blev en pionjär med att på allvar ta in saxofonspel i country- och rockmusiken. Hans klassiska inspelning av Yakety Sax 1958 gav många en fingervisning av vad som skulle komma men det blev först 1963, då Yakety Sax åter spelades inpå skivbolaget Monument Records, som den stora framgången kom.
Efter flytten till Nashville 1961 blev Boots Randolph ännu mer anlitad som studiomusiker och har medverkat på otaliga skivinspelningar. För många är Boots känd genom sina många inspelningar med Elvis Presley och är den ende som solospelat med Elvis. Boots spelade också på musiken till tio av Elvis filmer. Boots försöker erinra sig på sin DVD om att det förmodligen var på inspelningen av Return To Sender som han medverkade första gången, men där minns Boots lite fel eftersom den låten spelades in 1962. Redan 3-5 april 1960 finns Homer "Boots" Randolph med på inspelningslistan för Studio Session for RCA, studio B 3-5 april 1960. Det dröjde sedan till 30-31 oktober innan Elvis var tillbaka i Nashville för en ny studiosession. Tiden däremellan hade Elvis ägnat sig åt att spela in filmerna G.I Blues och Flaming Star. Det skulle bli många inspelningar med rocklegenden.
Boots medverkade på flera stora musikstjärnors världshits som exempelvis Roy Orbisons ”Pretty Woman” där Boots spelar barytonsax, på Al Hirts ”Java” och Brenda Lees ”Rockin Round The Christmas Tree”. Han saxofonspel finns också på många inspelningar med Jerry Lee Lewis hits.

## Skivkarriären
Med inspelningar av Yakety Sax på Monument Records kom genombrottet för Boots Randolph. Låten blev ännu mer känd genom att den blev signaturmelodi för The Benny Hill Show.
Gitarristen Roy Clark berättar på DVD:n Toot It or Shoot It att hans fru ville att Roy skulle spela in Yakety Sax på gitarr. Roy berättar vidare att låten egentligen inte borde gå att spela på sax och tillägger lite skämtsamt att det kände ju Boots inte till. Eftersom Chet Atkins kom ut före med sin version av Yakety Axe blev det aldrig någon inspelning av låten för Roys del. Altsaxofonisten Richie Cole har spelat in Yakety Sax i duett med Boots på skivan Yakety Madness.
Boots Randolph har gett ut ett stort antal skivalbum på bland andra skivbolagen RCA och Monument Records och var fram till sin död fortfarande aktiv i skivstudion.

## I rampljuset

### Turneliv
Vid sidan av sitt studiomusicerande turnerade Boots Randolph under 15 år med The Master’s Festivals of Music, tillsammans med Chet Atkins och Floyd Cramer. Under en period av åtta år framträdde en sammansättning mycket framstående och etablerade musiker under namnet The Million Dollar Band på Hee Haw Show. Orkestermedlemmarna var förutom Boots Randolph, Atkins och Cramer också trumpetaren Danny Davis, gitarristen Roy Clark, Jethro Burns, Johnny Gimble och Charlie McCoy. Någon skiva från dessa spelningar gavs aldrig ut på grund av att artisterna hade kontrakt med olika skivbolag. Roy Clark som intervjuades på Boots DVD Toot it Or Shoot avslöjar där att det finns inspelningar sparade på band och att han inte anser det osannolikt att en skiva kan komma att ges ut.

### TV
Boots har medverkat i flera tv-shower, som Ed Sullivan Show, Kraft Music Hall, Tonight Show med Johnny Carson, Merv Griffin Show, Mike Douglas Show, Joey Bishop, Steve Lawrence Show och tillsammans med The Boston Pops Orchestra. Han framträdde tio gånger på The Jimmy Dean Show och var också huvudgäst i två specialprogram med Pete Fountain och Doc Severinsen. Under senare tid har han gjort otaliga teveframträdande i TNN:s Music City Tonight och i teveprogrammet Prime Time Country.

## Boots Randolph's och Stardust Theatre
Efter att ha framträtt över hela USA på några av de mest mondäna klubbar som någonsin byggts, gjorde han en kovändning 1977, lånade en halv miljon dollar för att restaurera en historisk byggnad längs gatan Printers Alley i Nashville och öppnade där sin egen musikrestaurang med namnet ”Boots Randolph’s”. Tidigare hade han i många år varit huvudattraktion på legendariska Carousel Club på samma gata. Han framträdde regelbundet på krogen och kunde glädja sig åt 17 framgångsrika år innan han gick till avslut.
När Randolph stängde sin musikkrog 1994 flaggade han för att lägga av men bara ett knappt år senare var han tillbaka i branschen, nu i par med den gamle musikerkollegan Danny Davis. De lanserade The Stardust Theatre i närheten av Opryland. På teatern gav de konserter tillsammans men två år senare återvände båda till sina turnéer då Stardust, enligt Danny Davis beroende på att dragplåstret Opryland gjordes om till stormarknad. Boots var fram till sin död 2007 aktiv och uppträdde runt om i USA.

## Musikinstrumentet
Selmer Super 80 Series med ett Bobby Dukoff D-9 munstycke och ett nummer 3 Rico rör.

## Diskografi
| Yakety Sax                                                                  | Monument                  | SLP 18002    | LP   | 1963 | | | | | |
| Yakety Sax                                                                  | RCA                       | LSP-2165     | LP   | 1960 | | | | | |
| After The Riot at Newport                                                   | RCA                       | LPM/LSP 2302 | LP   | 1960 | | | | | |
| Hip Boots!                                                                  | Monument                  | SLP 18015    | LP   | 1964 | | | | | |
| The Yakin' Sax Man                                                          | RCA-Camden                | CAS 825      | LP   | 1964 | | | | | |
| Boots Plays More Yakety Sax                                                 | Monument                  | SLP-18037    | LP   | 1965 | | | | | |
| Boots Plays 12 Monstrous Sax Hits!                                          | Monument                  | SLP-18029    | LP   | 1965 | | | | | |
| Sweet Talk                                                                  | RCA Camden                | CAS-865      | LP   | 1965 | | | | | |
| Boots With Strings                                                          | Monument                  | SLP-18066    | LP   | 1966 | | | | | |
| The Fantastic Boots Randolph                                                | Monument                  | SLP-18042    | LP   | 1966 | | | | | |
| Boots Randolph with the Knightsbridge Strings & Voices                      | Monument                  | SLP-18062    | LP   | 1967 | | | | | |
| King of Yakety                                                              | Columbia                  | DS-632       | LP   | 1972 | | | | | |
| Sax Sational                                                                | Monument                  | SLP-18097    | LP   | 1967 | | | | | |
| Sunday Sax                                                                  | Monument                  | SLP-18092    | LP   | 1968 | | | | | |
| The Sound of Boots                                                          | Monument                  | SLP-18099    | LP   | 1968 | | | | | |
| Boots and Stockings                                                         | Monuments                 | SLP-18127    | LP   | 1969 | | | | | |
| With Love: The Seductive Sax of Boots Randolph                              | Monument                  | SLP-18111    | LP   | 1969 | | | | | |
| Yakety Revisited                                                            | Monument                  | SLP-18128    | LP   | 1969 | | | | | |
| Yakety Sax/Yakety Revisited                                                 | Monument                  | BZ-33758     | 2xLP | 1969 | | | | | |
| Boots With Brass                                                            | Monument                  | SLP-18147    | LP   | 1970 | | | | | |
| Hit Boots 1970                                                              | Monument                  | SLP-18144    | LP   | 1970 | | | | | |
| Homer Louis Randolph III                                                    | Monument                  | Z-30678      | LP   | 1971 | | | | | |
| The World of Boots Randolph                                                 | Monument                  | Z-30963      | LP   | 1971 | | | | | |
| Boots Randolph Plays the Great Hits of Today                                | Monument                  | KZ-31908     | LP   | 1972 | | | | | |
| Sentimental Journey                                                         | Monument                  | KZ-32292     | LP   | 1973 | | | | | |
| Boots Randolphs Greatest Hits                                               | Monument                  | PZ-33442     | LP   | 1974 | | | | | |
| Country Boots                                                               | Monument                  | KZ-32912     | LP   | 1974 | | | | | |
| Boots with Strings/Boots Randolph w. Knightsbridge Strings and Voices       | Monument                  | BZ-33852     | 2xLP | 1975 | | | | | |
| Cool Boots                                                                  | Monument                  | KZ-33803     | LP   | 1975 | | | | | |
| More Yakety Sax                                                             | Monument                  | MC-6600      | LP   | 1976 | | | | | |
| Party Boots                                                                 | Monument                  | PZG-34082    | 2xLP | 1976 | | | | | |
| Sax Appeal                                                                  | Monument                  | MG-7611      | LP   | 1977 | | | | | |
| Boots Randolph Puts a Little Sax in Your Life                               | Monument                  | MG 7627      | LP   | 1978 | | | | | |
| Boots Randolph's Favorite Hits                                              | Imperial House            | NU-9650      | LP   | 1980 | | | | | |
| Dedication                                                                  | Monument/Epic             | JW-38396     | LP   | 1982 | | | | | |
| Greatest Hits of Boots Randolph                                             | Monument                  |              | LP   | 1990 | | | | | |
| Chet, Floyd and Boots                                                       | RCA Camden                | CAD1-2523    | CD   | 1992 | | | | | |
| Christmas At Boots' Place                                                   | LaserLight                | 15471        | CD   | 1992 | | | | | |
| Live!                                                                       | Sony/Monument             | AK 52414     | CD   | 1992 | | | | | |
| Yakety Madness (med Richie Cole)                                            | Laserlight                |              | CD   | 1992 | | | | | |
| The Best of Boots Randolph                                                  | Curb Records              |              | CD   | 1997 | | | | | |
| Live at the Grand Opening of the Ozark Country Club Hotel (med Lynn Zimmer) | Music Master              | MM-24782-2   | CD   | 1998 | | | | | |
| Nashville Standard Time                                                     | Hive Records              |              | CD   | 1999 | | | | | |
| Songs For The Spirit                                                        | Homeland Entertainment    | HED0072      | CD   | 2000 | | | | | |
| Yakety Sax & Others                                                         | Power Pak                 |              | CD   | 2001 | | | | | |
| Boots                                                                       | Clyde Records             | CCD-7001     | CD   | 1990 | | | | | |
| Christmas Holiday                                                           | Homeland Entertainment    | HEG 0082     | CD   | 2000 | | | | | |
| Swingin Into Christmas                                                      | Homeland Entertainment    |              | CD   | 2002 | | | | | |
| Christmas Holiday                                                           | Compendia                 |              | CD   | 2003 | | | | | |
| Te Deseamos Una Feliz Navidad                                               | Delta Records             |              | CD   | 2003 | | | | | |
| Walkin' with Mr. Boots                                                      | Boots Randolph Management |              | CD   | 2004 | | | | | |
| Yakety Sax                                                                  | CBUJ Entertainment        | CBUJ-0606    | CD   | 2005 | | | | | |
| Candy                                                                       | Boots Randolph Management |              | CD   | 2006 | | | | | |
| A Whole New Ballgame                                                        | Zoho Records              |              | CD   | 2007 | Endast originaltitlarna är listade. De flesta äldre titlar finns återutgivna på LP och CD av CBS och CBS/Sony med nya nummer | Endast originaltitlarna är listade. De flesta äldre titlar finns återutgivna på LP och CD av CBS och CBS/Sony med nya nummer | Endast originaltitlarna är listade. De flesta äldre titlar finns återutgivna på LP och CD av CBS och CBS/Sony med nya nummer | Endast originaltitlarna är listade. De flesta äldre titlar finns återutgivna på LP och CD av CBS och CBS/Sony med nya nummer | Endast originaltitlarna är listade. De flesta äldre titlar finns återutgivna på LP och CD av CBS och CBS/Sony med nya nummer |